# Giuseppe Siri
Dom Giuseppe Siri (Génova, 20 de maio de 1906 – Génova, 2 de maio de 1989) foi um cardeal italiano da Igreja Católica que serviu como arcebispo de Gênova de 1946 a 1987 e foi elevado à categoria de cardeal em 1953 pelo Papa Pio XII. Ele era um protegido do Papa Pio XII. Ele era considerado um provável candidato para suceder Pio XII, João XXIII, Paulo VI e João Paulo I.

## Juventude e ministério
Siri nasceu em Gênova, filho de Nicolò e Giulia (nascida Bellavista) Siri. Ele entrou para o seminário menor de Génova em 16 de outubro de 1916, e participou do Seminário Maior de 1917 a 1926. Siri, em seguida, estudou na Pontifícia Universidade Gregoriana, em Roma, e foi ordenado ao sacerdócio pelo arcebispo Carlo Minoretti em 22 de setembro de 1928. Terminando sua estudou na Gregoriana, doutorou-se summa cum laude em teologia e também fez pastoral em Roma até o outono de 1929.
Ao retornar a Gênova, serviu como capelão até se tornar professor de teologia dogmática no seminário maior em 1930, também ensinando teologia fundamental por um ano. Além de suas funções acadêmicas, Siri foi pregador, orador público e professor de religião nos liceus clássicos nomeados por Andrea Doria e Giuseppe Mazzini de 1931 a 1936. Ele foi nomeado examinador prosinodal na cúria arquidiocesana em 1936 e reitor do Collegio Teologico S. Tommaso d'Aquino em 1937.

## Carreira episcopal

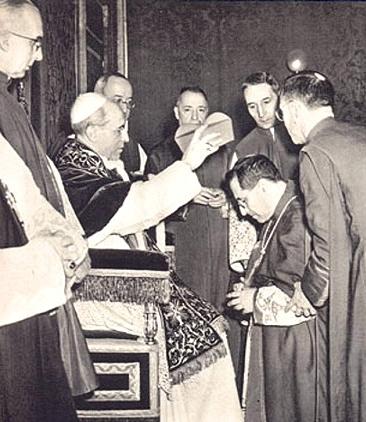
O Papa Pio XII concedeu a barreta vermelha a Siri em 1953.

Em 14 de março de 1944, Siri foi nomeado Bispo-auxiliar de Gênova e Bispo Titular de Lívia pelo Papa Pio XII. Recebeu a consagração episcopal no dia 7 de maio seguinte do Cardeal Pedro Boetto, na Catedral de São Lourenço. Ele se tornou Vigário Geral da Arquidiocese em 8 de setembro de 1944. Durante seu mandato como auxiliar, foi membro do movimento de resistência italiano na Segunda Guerra Mundial. Ele negociou com as forças nazistas que cercaram Gênova e se reuniu secretamente com líderes guerrilheiros, eventualmente organizando uma rendição que evitou mais bombardeios à cidade.
Após a morte do cardeal Boetto, Siri foi nomeado arcebispo de Gênova em 14 de maio de 1946 e empossado em 29 de maio desse ano. Pio XII criou-o Cardeal-presbítero de Santa Maria della Vittoria, em Roma, no consistório de 12 de janeiro de 1953. Na época da sua elevação, era o membro mais jovem do Colégio dos Cardeais. Ele ficou conhecido como o "cardeal minestrone" por seu trabalho humanitário em cozinhas populares.
Siri era conhecido por suas opiniões fortemente conservadoras. No Concílio Vaticano II (1962-1965), ele fez parte do Conselho de Presidência e, ao lado do Arcebispo Marcel Lefebvre e dos cardeais Alfredo Ottaviani e Thomas Benjamin Cooray, fez parte da associação de padres conciliares tradicionalistas chamados Coetus Internationalis Patrum. No entanto, Siri disse uma vez: "Eu me descreveria como um homem independente, que anda sozinho e não é membro de nenhum grupo". Ele se opôs à colegialidade e à inovação.
O Papa João XXIII nomeou Siri o primeiro presidente da Conferência Episcopal Italiana em 12 de outubro de 1959. Ele permaneceu nesse cargo até 1965. Siri, que havia votado nos conclaves de 1958 e 1963, foi também um dos cardeais eleitores nos conclaves de agosto e de outubro de 1978. Ele foi um forte candidato ao papado, ou papabile, em todos os quatro conclaves, nos quais seu apoio estava principalmente com curialistas e outros cardeais conservadores. Relatórios da mídia sugeriram que Siri de fato superou a primeira contagem de votos no conclave de agosto de 1978 antes de perder para Albino Luciani, que se tornou o Papa João Paulo I. Após a morte de João Paulo I, Siri foi o principal candidato conservador na oposição ao Cardeal Giovanni Benelli, o Arcebispo de Florença e principal candidato liberal. Os vaticanologistas sugeriram que o eventual vencedor, o cardeal Wojtyła, que se tornou o Papa João Paulo II, foi escolhido como candidato de compromisso entre os dois. Pouco depois, Siri deu a entender que desaprovava a eleição de Wojtyła.
Em uma biografia do cardeal Siri, Nicla Buonasorte relata que Siri era amigo do arcebispo Marcel Lefebvre, mas desaprovava suas atividades cismáticas relatadas. Mas mesmo até o último minuto, Siri implorou a ele ("de joelhos") para não romper com Roma. No final, Siri se resignou à inevitabilidade da excomunhão do amigo. Buonasorte comentou: "Com toda a probabilidade, é devido a Siri que Lefebvre não teve seguidores significativos na Itália".
O mesmo livro indica que Siri parecia ter feito vista grossa ao auxílio dado por um ou dois de seus clérigos a membros do Partido Nacional Socialista Alemão, incluindo Adolf Eichmann, que fugiam para a América do Sul após a Segunda Guerra Mundial. O autor enfatiza, no entanto, que isso foi feito por compaixão pelas pessoas em dificuldades e completamente desconectado de suas conhecidas visões conservadoras. O cardeal Siri durante a guerra apoiou a resistência democrata-cristã italiana, financeira e moralmente. Ele também ajudou e abrigou alguns de seus padres que tentou ajudar a resgatar judeus ameaçados para a segurança na Espanha neutra de Franco.

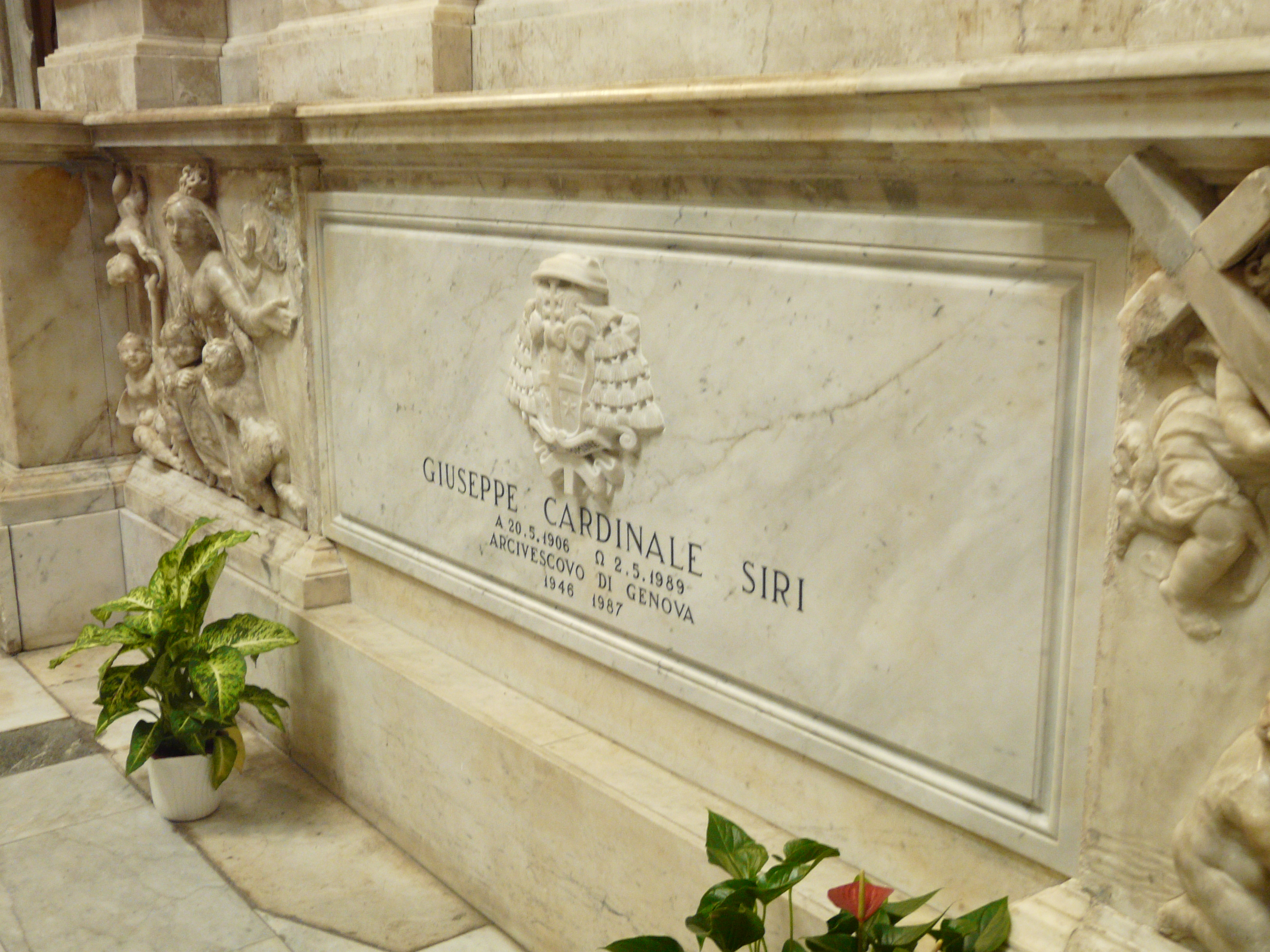
Tumba de Siri na Catedral de Gênova

Siri completou 80 anos em 1986 e, portanto, perdeu o direito de participar de futuros conclaves; ele era o último cardeal eleitor remanescente que havia sido elevado pelo Papa Pio XII. Siri renunciou ao cargo em Gênova em 6 de julho de 1987, após 41 anos de serviço. Ele morreu em Villa Campostano, Gênova, aos 82 anos, e foi sepultado na catedral metropolitana de San Lorenzo, em Gênova.

## Especulação do Conclave

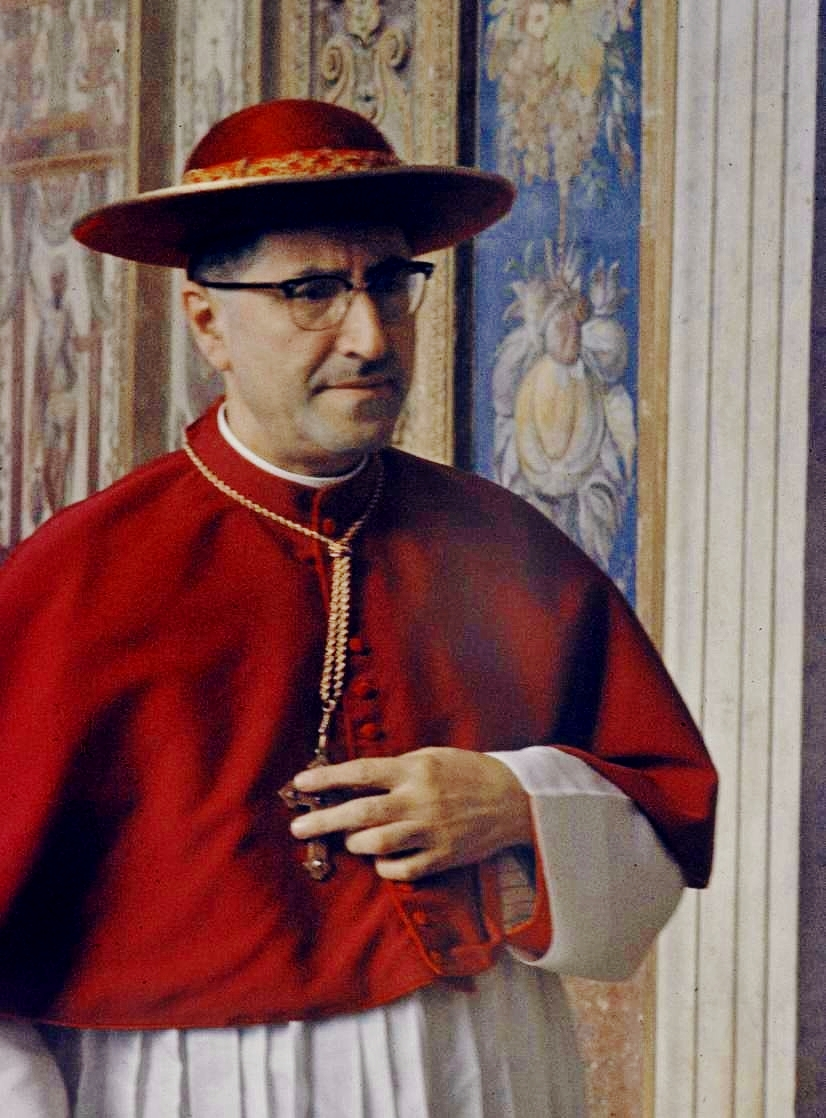
Cardeal Siri

Siri foi considerado um forte candidato no Conclave de 1958 realizado para eleger um sucessor para substituir Pio XII Na noite de 26 de outubro, o primeiro dia do conclave, uma fumaça branca aparente foi vista saindo da chaminé da Capela Sistina, um sinal tradicional para as multidões na praça em frente de que um papa foi eleito. Nenhum anúncio foi feito, no entanto, e depois de cerca de meia hora, a fumaça ficou preta, indicando que não houve resultado. A Rádio Vaticano corrigiu sua reportagem.
Em algum momento do final dos anos 1980, um católico tradicionalista americano chamado Gary Giuffre começou a expor a crença de que Siri era o verdadeiro papa e que ele foi mantido cativo em um mosteiro em Roma. De acordo com Giuffre e seus seguidores, a fumaça branca que foi vista em 26 de outubro de 1958 realmente significava que um papa havia sido eleito, e esse papa era Siri, mas Siri foi forçado a rejeitar o papado por causa de ameaças de fora do conclave. Roncalli, que alegavam ser maçom, foi eleito Papa João XXIII. Também foi afirmado que isso ocorreu durante o Conclave de 1963 que elegeu Giovanni Battista Montini como Papa Paulo VI.
O próprio Siri nunca fez essas afirmações e aceitou a autoridade de todos os papas em sua vida. Ele foi nomeado presidente da Conferência Episcopal Italiana pelo Papa João em 1959, e permaneceu no cargo sob o Papa Paulo até 1964. Ele foi um candidato a papa no conclave de 1978 que se seguiu à morte de Paulo VI, onde pensava-se que liderou a votação inicial, mas o conclave acabou elegendo Albino Luciani como Papa João Paulo I, e novamente dois meses depois no conclave de outubro de 1978, onde ele também teria chegado a poucos votos da eleição antes da eventual eleição de Karol Wojtyła como Papa João Paulo II. Siri nunca fez qualquer referência à "tese de Siri", nem houve qualquer menção a ela em seu obituário do New York Times, na biografia escrita por Raimondo Spiazzi , ou em um discurso proferido por Giulio Andreotti no centenário do nascimento de Siri em 2006.

## Curiosidades
- Dom Giuseppe foi presidente da Conferência Episcopal Italiana desde 1959 e confirmado em 1962
- Celebrou o casamento do rei Balduíno I da Bélgica em 15 de dezembro de 1960.